# Pim van Lommel
Pim van Lommel (Laren, 15 marzo 1943) è un cardiologo e ricercatore olandese, noto per le sue ricerche sulle esperienze ai confini della morte.

## Biografia
Ha studiato medicina all'Università di Utrecht, nei Paesi Bassi, specializzandosi in cardiologia. Dal 1977 al 2003 ha lavorato come cardiologo al Rijnstate Hospital di Arnhem. Ha al suo attivo numerose pubblicazioni relative alla cardiologia.
A partire dal 1986, per più di vent'anni ha studiato le NDE (acronimo di "near death experience", in italiano "esperienze ai confini della morte"), in pazienti sopravvissuti a un arresto cardiaco. Nel 2001, insieme ai suoi collaboratori, ha pubblicato uno studio relativo alle NDE sulla rivista medica The Lancet.
Ritiene che le NDE non possano essere spiegate con l'immaginazione, le psicosi o la mancanza di ossigeno.
Le NDE, definite anche esperienze di pre-morte, sono per van Lommel esperienze profonde che cambiano radicalmente la personalità dei pazienti. Il cardiologo olandese pensa che le teorie sui rapporti tra cervello e coscienza attualmente sostenute dalla maggioranza di medici, filosofi e psicologi, siano troppo limitate per poter spiegare adeguatamente i fenomeni di NDE. Ritiene inoltre che la coscienza non sempre coincida con le funzioni cerebrali, ma possa a volte essere sperimentata come separata dal corpo.

## Opere
- Coscienza oltre la vita: la scienza delle esperienze di premorte [Eindeloos Bewustzijn: een wetenschappelijke VISIE op de Bijna-Dood ervaring], traduzione di Silvia Cecchini, Ivan Genesio, Ezio Sposato, Torino, Amrita, 2017  [2007], ISBN 978-88-6996-068-0.

## Riconoscimenti
Nel 2005 ha ricevuto il "Bruce Greyson Research Award" per iniziativa della International Association of Near-Death Studies (IANDS).
Nel settembre 2006 il presidente dell'India, Abdul Kalam, gli ha assegnato il "Life Time Achievement Award" al Congresso Mondiale di cardiologia clinica e preventiva, tenutosi a Nuova Delhi.
Nel 2010 il libro di Lommel Consciousness Beyond Life: the Science of the Near-Death Experience (in traduzione inglese) ha ottenuto  il "Network Book Prize Award" del Medical and Scientific Network.